# Gunnar von Heijne
 (décembre 2022).
Nils Gunnar Hansson von Heijne, né le 10 juin 1951 à Göteborg, est un scientifique suédois travaillant sur les peptides signal, les protéines membranaires,, et la Bio-informatique, au Stockholm Centre for Recherche sur la biomembrane à l'Université de Stockholm.

## Biographie
Gunnar von Heijne obtient en 1975 une maîtrise ès sciences en chimie et génie chimique du Royal Institute of Technology (KTH). Il est ensuite doctorant en physique théorique à KTH, dans un groupe de recherche axé sur la mécanique statistique et la biophysique théorique, et obtient son doctorat en 1980. En 1983, il est nommé Maître de conférences de biophysique théorique à KTH, où il reste jusqu'en 1988. De 1982 à 1985, il est journaliste scientifique à Sveriges Radio. De 1989 à 1994, il travaille à l'Institut Karolinska et, en 1994, il est nommé professeur de chimie théorique à l'Université de Stockholm.
Les recherches de von Heijne concernent principalement les protéines membranaires, et il est l'un des scientifiques suédois les plus cités dans les domaines de la biochimie et de la biologie moléculaire. Il dirige le Centre de recherche sur les biomembranes de l'Université de Stockholm.
En 2012, il reçoit le prix Accomplishment by a Senior Scientist de l'International Society for Computational Biology.
von Heijne est membre de l'Académie royale des sciences de Suède depuis 1997 et membre du comité Nobel de chimie de 2001 à 2009, et président du comité de 2007 à 2009. En 2008, il reçoit un doctorat honorifique à Åbo Akademi.